# Барон Гринхилл
Барон Гринхилл из Таунхэда в городе Глазго — угасший наследственный титул в системе Пэрства Соединённого королевства. Он был создан 8 июля 1950 года для Эрнеста Гринхилла (1887—1967), бывшего члена Glasgow Corporation. Его старший сын, Стэнли Эрнест Гринхилл, 2-й барон Гринхилл (1917—1989), был профессором общественной медицины в Университете Альбераты в Канаде. Последним обладателем титула являлся его младший брат, Малкольм Гринхилл, 3-й барон Гринхилл (1924—2020), который работал в Министерстве обороны Великобритании в качестве патентного поверенного.

## Бароны Гринхилл (1950)
- 1950—1967: Эрнест Гринхилл, 1-й барон Гринхилл (23 апреля 1887 — 18 февраля 1967), сын Мориса Гринхилла[1];
- 1967—1989: Стэнли Эрнест Гринхилл, 2-й барон Гринхилл (17 июля 1917 — 28 сентября 1989), старший сын предыдущего[2];
- 1989—2020: Малкольм Гринхилл, 3-й барон Гринхилл (5 мая 1924 — 13 мая 2020), младший брат предыдущего[3].

Титул угас.